# Eichhagen
Eichhagen ist ein Ortsteil der nordrhein-westfälischen Kreisstadt Olpe. Er hat 361 Einwohner (Stand: 31. Dezember 2020).

## Geographische Lage
Eichhagen liegt rund 3 km nördlich der Olper Kernstadt. Es befindet sich am westlichen Ufer vom Südteil des Biggesees, eines vom Lenne-Zufluss Bigge durchflossenen Stausees.

## Geschichte
Die erste urkundliche Erwähnung ist auf das Jahr 1500 datiert.

## Tourismus
Seit einigen Jahren steigen auch die Tourismuszahlen in Eichhagen. Es sind mehrere gastronomische Einrichtungen für Ausflügler vorhanden. Außerdem gibt es Übernachtungsmöglichkeiten und Ferienwohnungen.

## Christliches Jugenddorfwerk Deutschland
Seit 1975 existiert am Standort Eichhagen das Christliche Jugenddorfwerk Deutschland (CJD). Hier können junge Menschen eine Berufsvorbereitung und ihre Berufsausbildung sowie Qualifizierung in zahlreichen Berufen des Handwerks, der Industrie, des Handels und der Dienstleistungen machen.

## Verkehr
Der Haltepunkt Eichhagen liegt an der Bahnstrecke Finnentrop–Freudenberg (Biggetalbahn), die nur noch bis Olpe befahren wird.